# Cauca (departement)
Cauca is een departement in het zuidwesten van Colombia aan de Grote Oceaan. De hoofdstad van het departement is de historische stad Popayán. Het departement is vernoemd naar de rivier de Cauca.

## Gemeenten
Er zijn 42 gemeenten in Cauca.
| Gemeente               | Inwoners |
| ---------------------- | -------- |
| Almaguer               | 18.393   |
| Argelia                | 26.144   |
| Balboa                 | 23.699   |
| Bolívar                | 43.461   |
| Buenos Aires           | 22.804   |
| Cajibío                | 34.818   |
| Caldono                | 31.045   |
| Caloto                 | 36.901   |
| Corinto                | 22.825   |
| El Tambo               | 34.258   |
| Florencia              | 6.014    |
| Guachené               | 19.815   |
| Guapi                  | 28.649   |
| Inzá                   | 27.172   |
| Jambaló                | 14.831   |
| La Sierra              | 10.844   |
| La Vega                | 33.133   |
| López                  | 12.950   |
| Mercaderes             | 17.670   |
| Miranda                | 31.967   |
| Morales                | 24.381   |
| Padilla                | 8.279    |
| Páez                   | 31.548   |
| Patía                  | 20.807   |
| Piamonte               | 1.387    |
| Piendamó               | 36.225   |
| Popayán                | 258.653  |
| Puerto Tejada          | 44.220   |
| Puracé                 | 14.923   |
| Rosas                  | 11.421   |
| San Sebastián          | 12.976   |
| Santander de Quilichao | 80.653   |
| Santa Rosa             | 5.300    |
| Silvia                 | 30.826   |
| Sotará                 | 15.894   |
| Suárez                 | 19.002   |
| Sucre                  | 7.907    |
| Timbío                 | 30.222   |
| Timbiquí               | 17.069   |
| Toribio                | 26.616   |
| Totoró                 | 17.611   |
| Villa Rica             | 14.378   |

| Detailkaart |
| ----------- |
|             |
| Gemeenten   |
|             |
| Regio's     |